# Elton John and Tim Rice's Aida
Elton John's and Time Rice's Aida è il quarantesimo album (il ventisettesimo in studio) dell'artista britannico Elton John, pubblicato il 23 marzo 1999.

## Il disco
È un concept album; tratta l'Aida di Giuseppe Verdi, ed è basato sull'omonimo musical. I brani sono stati tutti composti da Elton John e Tim Rice appositamente per lo spettacolo teatrale; musicalmente parlando, essi sono abbastanza eclettici, e vanno dal reggae di Another Pyramid al gospel di The Gods Love Nubia, al pop di Not Me, Elaborate Lives, A Step Too Far e Written in the Stars. Le tracce sul CD non sono però ordinate nella stessa maniera del musical.
Elton canta nei brani Written in the Stars (con LeAnn Rimes), I Know the Truth (con Janet Jackson), A Step Too Far (con le attrici del musical Heather Headley e Sherie Scott; la prima canta anche in Elaborate Lives) e The Messenger (con Lulu); le altre tracce vedono la partecipazione di nomi più o meno famosi nel panorama musicale mondiale, quali Sting, Tina Turner, Angélique Kidjo, le Spice Girls, i Boyz II Men, Shania Twain, Lenny Kravitz, James Taylor, Kelly Price e Dru Hill.
Questo disco è anche noto come il Concept Album di Aida, sia perché fu pubblicato prima del debutto del musical a Broadway (2000), sia per distinguerlo da un altro CD, Elton John and Tim Rice's Aida: Original Broadway Cast Recording (2000), contenente i brani di Elton cantati dagli attori del cast. Quest'ultimo disco presenta più tracce rispetto ad Elton John and Tim Rice's Aida, ma non include The Messenger, eliminata dallo spettacolo a Broadway.
Elton John and Time Rice's Aida non ottenne una grande accoglienza dalla critica e deluse le aspettative di molti, a differenza del musical. Anche l'accoglienza del pubblico fu piuttosto fredda (#41 USA, #29 UK), soprattutto perché l'album era stato pubblicato un anno prima del debutto dello spettacolo a Broadway. Ciò nonostante, il primo singolo Written in the Stars ebbe un buon successo e lanciò LeAnn Rimes nel panorama musicale europeo. Il secondo singolo A Step Too Far conseguì una #15 nella classifica statunitense della musica Adult contemporary.

## Tracce
Tutti i brani sono stati composti da Elton John e Tim Rice.
1. Another Pyramid - Sting
2. Written in the Stars - Elton John/LeAnn Rimes
3. Easy as Life - Tina Turner con Angélique Kidjo
4. My Strongest Suit - Spice Girls
5. I Know the Truth - Elton John/Janet Jackson
6. Not Me - Boyz II Men
7. Amneris' Letter - Shania Twain
8. A Step Too Far - Elton John/Heather Headley/Sherie Scott
9. Like Father Like Son - Lenny Kravitz
10. Elaborate Lives - Heather Headley
11. How I Know You - James Taylor
12. The Messenger - Elton John/Lulu
13. The Gods Love Nubia - Kelly Price
14. Enchantment Passing Through - Dru Hill
15. Orchestral Finale